# 本溪满族自治县广播电视台
本溪满族自治县广播电视台创办于2011年，是本溪县为一家广播电视台之一，其中，本溪满族自治县电视台创办于2005年，本溪满族自治县人民广播电台创办于2009年11月8日，另外，本溪满族自治县广播电视台枫乡之声（FM95.6）发射信号只通过八盘岭微波站、小市发射台、草河口发射台，碱厂广播电视发射台，高官发射台开始发射接收。

## 频道频率

### 电视频道
- 综合频道（主频道）
- 影视频道
- 综艺频道

### 广播频率
- 枫乡之声（FM95.6）（主频率）

## 关于数字电视
本溪满族自治县数字电视成立于2009年，是安装、保修等一系列的任务，负责本溪县的所有乡镇的有线电视业务，目前本溪县有线电视网络传送电视75套，高清频道共有16套，付费频道共有20多套节目，本溪县数字电视让群众放心，让老百姓观看数字电视的乐趣。